# Латроб (Пенсільванія)
Латроб (англ. Latrobe) — місто (англ. city) в США, в окрузі Вестморленд штату Пенсільванія. Населення — 8060 осіб (2020).

## Географія
Латроб розташований за координатами 40°18′45″ пн. ш. 79°22′57″ зх. д. / 40.31250° пн. ш. 79.38250° зх. д. (40.312434, -79.382596).  За даними Бюро перепису населення США в 2010 році місто мало площу 6,00 км², уся площа — суходіл.

## Демографія
Згідно з переписом 2010 року, у місті мешкало 8338 осіб у 3786 домогосподарствах у складі 2216 родин. Густота населення становила 1390 осіб/км².  Було 4217 помешкань (703/км²).
Расовий склад населення:
| - 97,5 % — білих - 0,8 % — чорних або афроамериканців - 0,6 % — азіатів - 0,1 % — корінних американців |

До двох чи більше рас належало 0,9 %. Частка іспаномовних становила 0,7 % від усіх жителів.
За віковим діапазоном населення розподілялося таким чином: 20,7 % — особи молодші 18 років, 59,9 % — особи у віці 18—64 років, 19,4 % — особи у віці 65 років та старші. Медіана віку мешканця становила 43,6 року. На 100 осіб жіночої статі у місті припадало 90,6 чоловіків;  на 100 жінок у віці від 18 років та старших — 87,5 чоловіків також старших 18 років.
Середній дохід на одне домашнє господарство  становив 54 982 долари США (медіана — 42 849), а середній дохід на одну сім'ю — 73 513 долари (медіана — 54 490). Медіана доходів становила 46 266 доларів для чоловіків та 33 922 долари для жінок. За межею бідності перебувало 12,1 % осіб, у тому числі 14,1 % дітей у віці до 18 років та 6,1 % осіб у віці 65 років та старших.
Цивільне працевлаштоване населення становило 3933 особи. Основні галузі зайнятості: освіта, охорона здоров'я та соціальна допомога — 27,0 %, виробництво — 21,9 %, мистецтво, розваги та відпочинок — 11,4 %, роздрібна торгівля — 11,3 %.